# Wybory parlamentarne w Gwinei w 2013 roku
Wybory parlamentarne w Gwinei odbyły się 28 września 2013 roku po tym, jak zostały sześciokrotnie odraczane. Wybory wygrała partia z której wywodzi się prezydent kraju Alpha Condé - Zgromadzenie Ludu Gwinei (RPG).
Ostatni parlament został rozwiązany po zamachu stanu w 2008 roku. Od tamtej pory nie udało się przeprowadzić nowych wyborów parlamentarnych. Przed zamachem Zgromadzenie Narodowe składało się ze 114 członków wybranych na pięcioletnią kadencję (38 mandatów obsadzono w jednomandatowych okręgach wyborczych, stosując ordynację większościową; pozostałych deputowanych wyłoniono w okręgach wielomandatowych, przy użyciu ordynacji proporcjonalnej).

## Przed wyborami
W grudniu 2012 roku komisja wyborcza zapowiedziała, że ostatecznie wybory zostaną przeprowadzone 12 maja, ale ponieważ prezydent dotąd nie ogłosił oficjalnie terminu elekcji (ordynacja nakazuje mu, by zrobił to co najmniej na 70 dni przed wyborami, więc powinien to zrobić 3 marca), Jednak wybory zostały przełożone po raz szósty i ostateczną datą był 28 września 2013.
Takim obrotem sprawy zaniepokojona jest opozycja i jej przywódcy. Prezydent Alpha Condé zapewniał, że od terminu wyborów ważniejsze jest, by je porządnie przygotować. Zarzuca też opozycji, że utrudnia mu wyborcze przygotowania, wzniecając uliczne burdy, które mogą się przerodzić w etniczną pogromy i wojnę domową. Pod koniec lutego opozycja ogłosiła, że wobec arogancji prezydenta, oficjalnie wycofuje się z przygotowań do wyborów parlamentarnych. W rozruchach w Konakry zginęło tuzin osób, a setki zostało rannych. Do podobnych zamieszek doszło we wrześniu i maju.

## Wyniki
| Partia                                                      | Okręgi Jednomandatowe | Okręgi Jednomandatowe | Okręgi Jednomandatowe | Okręgi Wielomandatowe | Okręgi Wielomandatowe | Okręgi Wielomandatowe | Łączna ilość mandatów |
| Partia                                                      | Głosy                 | %                     | Mandaty               | Głosy                 | %                     | Mandaty               | Łączna ilość mandatów |
| ----------------------------------------------------------- | --------------------- | --------------------- | --------------------- | --------------------- | --------------------- | --------------------- | --------------------- |
| Zgromadzenie Ludu Gwinei (RPG)                              | 1 405 585             | 47,58%                | 18                    | 1 468 119             | 46,26%                | 35                    | 53                    |
| Unia Sił Demokratycznych Gwinei (UDFG)                      | 711 393               | 24,08%                | 14                    | 967 173               | 30,48%                | 23                    | 37                    |
| Unia Sił Republikańskich (UFR)                              | 284 504               | 9,63%                 | 5                     | 222 101               | 7,00%                 | 5                     | 10                    |
| Partia Nadziei na Rzecz Rozwoju Narodowego                  | 84 481                | 2,86%                 | 0                     | 81 041                | 2,55%                 | 2                     | 2                     |
| Unia na Rzecz Progresu Gwinei                               | 108 321               | 3,67%                 | 1                     | 54 422                | 1,71%                 | 1                     | 2                     |
| Związek Integralnego Rozwoju Gwinei                         | 62 489                | 2,12%                 | 0                     | 51 287                | 1,62%                 | 1                     | 1                     |
| Gwinea "For All"                                            | 69 723                | 2,36%                 | 0                     | 46 673                | 1,47%                 | 1                     | 1                     |
| Unia na Rzecz Postępu i Odnowie                             | 71 455                | 2,42%                 | 0                     | 35 633                | 1,12%                 | 1                     | 1                     |
| Gwinejska Unia na Rzecz Demokracji i Rozwoju                | 3 890                 | 0,13%                 | 0                     | 34 592                | 1,09%                 | 1                     | 1                     |
| Partia Pracy i Solidarności                                 | 8 806                 | 0,30%                 | 0                     | 32 934                | 1,04%                 | 1                     | 1                     |
| Nowa Generacja na Rzecz Republiki                           | 35 978                | 1,22%                 | 0                     | 25 538                | 0,80%                 | 1                     | 1                     |
| Gwinejska Partia Odrodzenia i Postępu                       | 3 819                 | 0,13%                 | 0                     | 20 759                | 0,65%                 | 1                     | 1                     |
| Zjednoczona Gwinea na Rzecz Rozwoju                         | –                     | –                     | –                     | 19 814                | 0,62%                 | 1                     | 1                     |
| Generacja na Rzecz Unii Pojednania i Dobrobytu              | 21 116                | 0,71%                 | 0                     | 18 561                | 0,58%                 | 1                     | 1                     |
| Narodowa Partia Odnowy                                      | –                     | –                     | –                     | 17 671                | 0,56%                 | 1                     | 1                     |
| Ludowa Partia Gwinei                                        | –                     | –                     | –                     | 15 844                | 0,50%                 | 0                     | 0                     |
| Partia Zjednoczenia i Progresu                              | –                     | –                     | –                     | 13 503                | 0,43%                 | 0                     | 0                     |
| Unia na Rzecz Demokratycznych Sił                           | 9 651                 | 0,33%                 | 0                     | 13 346                | 0,42%                 | 0                     | 0                     |
| Unia na Rzecz Nowej Republiki                               | 1 514                 | 0,05%                 | 0                     | 10 722                | 0,34%                 | 0                     | 0                     |
| Demokratyczna Partia Gwinei Związek Demokracji Afrykańskiej | 19 603                | 0,66%                 | 0                     | 10 539                | 0,33%                 | 0                     | 0                     |
| AFIA                                                        | 16 124                | 0,55%                 | 0                     | 7 910                 | 0,25%                 | 0                     | 0                     |
| ADC–BOC                                                     | 6 382                 | 0,22%                 | 0                     | 5 202                 | 0,16%                 | 0                     | 0                     |
| PDP                                                         | 4 570                 | 0,15%                 | 0                     | –                     | –                     | –                     | 0                     |
| PUSG                                                        | 15 033                | 0,51%                 | 0                     | –                     | –                     | –                     | 0                     |
| UNED                                                        | 3 459                 | 0,12%                 | 0                     | –                     | –                     | –                     | 0                     |
| GRD                                                         | 1 966                 | 0,07%                 | 0                     | –                     | –                     | –                     | 0                     |
| FRONDEG                                                     | 1 275                 | 0,04%                 | 0                     | –                     | –                     | –                     | 0                     |
| DG                                                          | 1 234                 | 0,04%                 | 0                     | –                     | –                     | –                     | 0                     |
| Związek na Rzecz Prosperującej Gwinei                       | 1 127                 | 0,04%                 | 0                     | –                     | –                     | –                     | 0                     |
| Generacja Obywateli                                         | 564                   | 0,02%                 | 0                     | –                     | –                     | –                     | 0                     |
| Gwinejski Związek na rzecz Zjednoczenia i Rozwoju           | 204                   | 0,01%                 | 0                     | –                     | –                     | –                     | 0                     |
| Głosy nieważne                                              | 284 825               | –                     | –                     | 182 058               | –                     | –                     | –                     |
| Łącznie                                                     | 3 311 175             | 100%                  | 38                    | 3 355 442             | 100                   | 76                    | 114                   |
| Zarejestrowanych wyborców/frekwencja                        | 5 211 965             | 63,53                 | –                     | 5 212 539             | 64,37                 | –                     | –                     |
| Źródła: CENI, CENI                                          |                       |                       |                       |                       |                       |                       |                       |